# Sint-Hubertuskerk (Aubel)

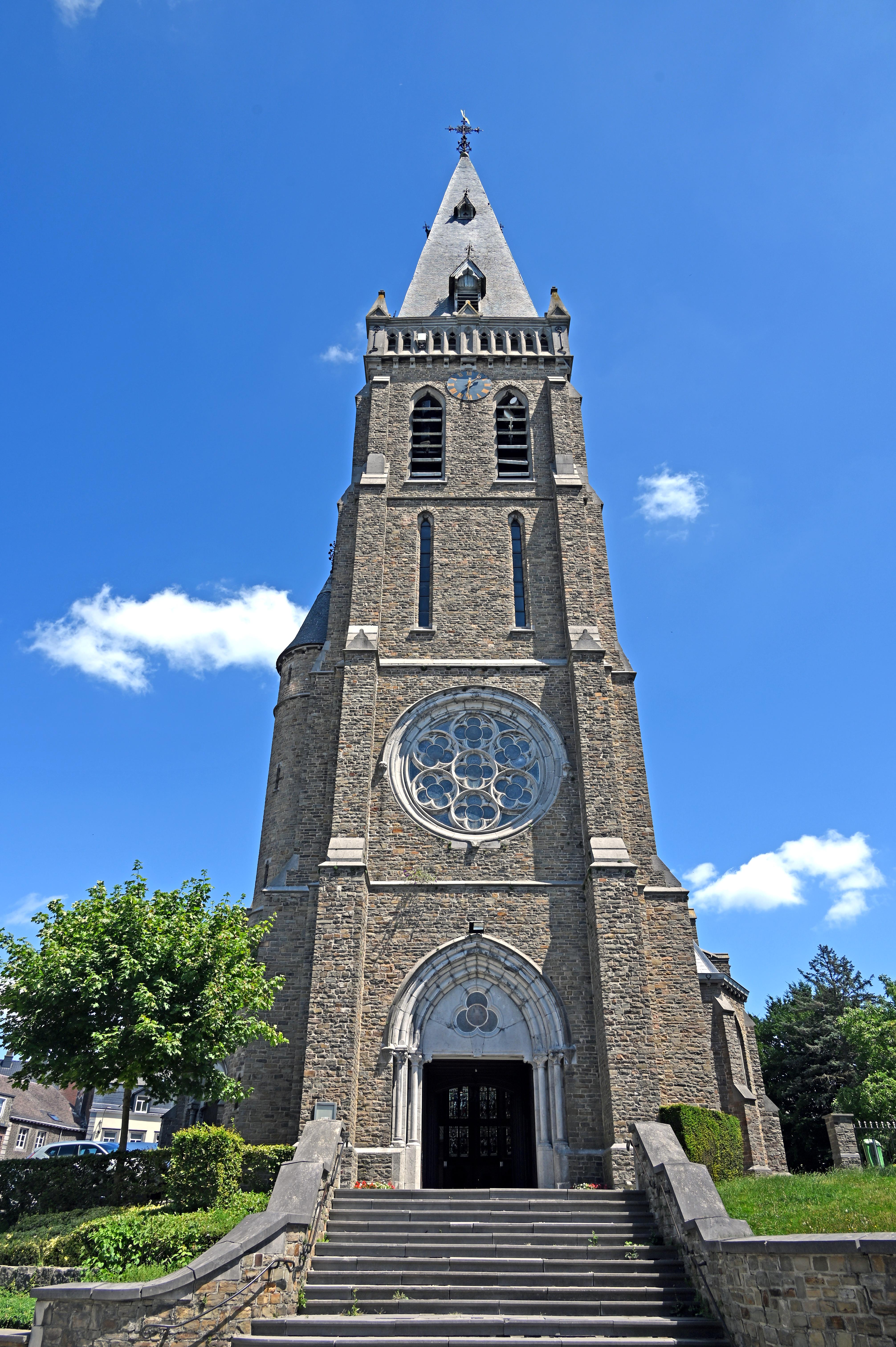
Sint-Hubertuskerk

De Sint-Hubertuskerk (Frans: Église Saint-Hubert) is de parochiekerk van de Belgische plaats Aubel.

## Geschiedenis
Er stond op deze plaats een kerk van einde 14e eeuw, met een koor van 1637, die na brand werd herbouwd in 1706 waarbij een deel van het vroegere koor werd behouden. De huidige kerk is van 1907-1909 en staat op dezelfde plaats.

## Gebouw
Het is een grote neogotische basilicale kruiskerk met een veelzijdig afgesloten koor en een massieve voorgebouwde westtoren, voorzien van een vierhoekige spits. Architecten waren Joseph Gérard en Emile Deshayes.
Het kerkmeubilair is voornamelijk neogotisch uit de tijd van de bouw, het marmeren doopvont is van omstreeks 1800. De kerk bezit enkele heiligenbeelden van omstreeks 1750.
Op het kerkhof vindt men een groot aantal grafkruisen, deels teruggaand tot de 16e eeuw.
De torenspits wordt geflankeerd met torentjes.